# Juan León Córdoba
Juan León Córdoba (Yerba Buena, Departamento Ancasti, Pcia de Catamarca, Rep. Argentina, 17 de octubre de 1887 - 30 de abril de 1972) fue un docente y político argentino, que ocupó el cargo de Gobernador de Catamarca entre 1946 y 1948.

## Biografía
Nació en Los Burgos, en el distrito de Yerba Buena, en el Departamento Ancasti. Se recibió de maestro y ejerció como tal en escuelas de Láinez del Departamento La Paz, en Catamarca. En 1917, se inició como Profesor en el Colegio Nacional de Catamarca, actividad que prolongó hasta 1947. Fue elegido como diputado Provincial por el Departamento La Paz en 1917, su acción legislativa se prolongó casi sin interrupción hasta 1931, siendo diputado además, por los departamentos Valle Viejo, Pomán y Ancasti. Era un caudillo que había tenido activa militancia en la Unión Cívica Radical Antipersonalista; gozaba de prestigio en los distintos sectores de opinión. Político hábil, amante de la paz y el orden, evitaba enfrentamientos y era un contemporizador. Según la definición de un comprovinciano, "unía la astucia del zorro con la garra de un león".
El 15 de mayo de 1946, asumió como Vicegobernador de Catamarca, acompañando a Pacífico Rodríguez, hasta diciembre del mismo año. Una intervención desplaza a Rodríguez y en 1947 fue promovido a gobernador, cargo que detentó hasta 1948, cuando se dispuso una intervención federal en medio de conflictos entre sus simpatizantes y el dirigente peronista Vicente Leonides Saadi. Entre marzo de 1943 y mayo de 1958, ejerció la vicepresidencia del directorio del Banco Popular de Catamarca. Su último cargo público, para posterior retiro de la actividad política, fue el de Presidente del directorio del Banco de Catamarca desde el 9 de mayo de 1958 hasta el 19 de junio de 1962.
El 8 de agosto de 1946, el interventor federal, Román Subiza, luego de disponer la reapertura de la legislatura, lo pone definitivamente en el gobierno. En esas circunstancias, estuvo presente Vicente Saadi y declaró a la prensa su total apoyo al nuevo gobierno, el cual se completó nombrando como ministro de hacienda al Teniente Cnel (R) Felix Doering, un pariente del mandatario. En el ministerio de gobierno y en la Policía, no innova y es Intendente municipal Luis Aparicio Vildoza.
Al asumir pronuncia un discurso y entre otros conceptos dice "asumo la primera magistratura de la Provincia; no debe existir banderías de partidismos, ni de clases sociales". A mediados de septiembre, fueron designados desde Buenos Aires, los Senadores Nacionales Julio Herrera y Vicente Saadi, como reorganizadores del partido peronista en Catamarca, sin que interfieran en ningún momento en la gestión de gobierno.
En febrero  de 1947, se convoca a elecciones para renovar parcialmente la legislatura y comprendía a los Departamentos de Valle Viejo, Capayán, Ancasti, El Alto y Santa María. Al iniciarse la campaña electoral, el Radicalismo, acusó al gobierno de imponer la censura previa, suprimir el derecho de reunión, restringir toda propaganda electoral puesto que mantenía en vigencia el decreto del 10 de agosto de 1946. El gobernador Córdoba dispuso derogar dicho decreto.
El 2 de marzo se realizan las elecciones y el triunfo fue para el peronismo. Son además las primeras elecciones que se llevan a cabo en el país, después del 24 de febrero de 1946. El partido radical no concurrió oficialmente a los comicios alegando parcialidad del gobierno, en realidad, no quisieron arriesgar un desastre que les hiciera perder prestigio. Cabe acotar, que el voto no fue obligatorio y estuvo ausente el 16,49%.
En cuanto a la política de la obra pública, encarada por el Gobierno de Juan L. Córdoba, tuvieron  participación muy activa los senadores y diputados provinciales, como la representación nacional. En el orden educacional, se crearon 24 escuelas, beneficiándose a más de 400 alumnos. Se aumentaron los maestros y se trató de adaptar para las escuelas, textos adecuados de la historia y geografía de la provincia. La acción municipal también fue importante, con los trabajos de revestimiento del arroyo Fariñango, arbolado de la Avenida Costanera, reconstrucción del paseo General Navarro, equipamiento de la usina eléctrica, construcción de la morgue en el cementerio, y creación de la dirección de tránsito.
Al cumplirse el primer año de gobierno de don Juan León Córdoba, el 8 de agosto de 1947, se realiza un gran acto popular, inaugurándose el barrio "casas baratas 17 de octubre", arribando a Catamarca, en representación de Perón, el edecán aeronáutico Justiniano Ayala.
Estuvo casado con Ana María Ponce de León, con quien tuvo tres hijos varones: Guillermo, Juan Javier y Edgardo Dionisio. Todos ellos tuvieron actuación política, principalmente por el Departamento de Ancasti, obteniendo cargos legislativos. Juan Javier y Edgardo Dionisio, fueron Senador y Diputado Provincial, respectivamente.
Falleció a la edad de 85 años, el 30 de abril de 1972.